# A Bela Adormecida

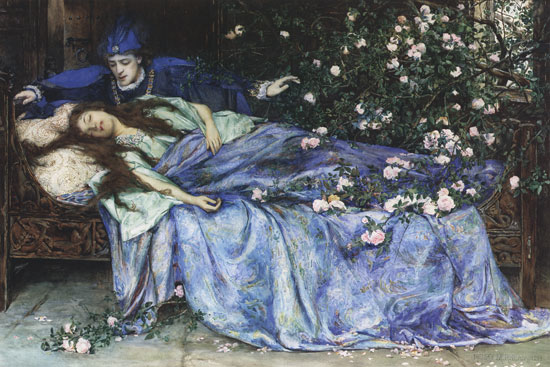
Sleeping Beauty, por Henry Meynell Rheam

A Bela Adormecida é um clássico conto de fadas cuja personagem principal é uma princesa, que é enfeitiçada por uma maléfica feiticeira por um dedo picado pelo fuso de um tear. (por vezes descrita como uma bruxa, ou como uma fada maligna) para cair num sono profundo, até que um príncipe encantado a desperte com um beijo provindo de um amor verdadeiro. É um dos contos mais famosos da humanidade atualmente.
A versão mais conhecida é a dos irmãos Grimm, publicada em 1812, na obra Contos de Grimm sob o título A Bela Adormecida (título original Dornröschen, "A Rosa dos Espinhos") . Esta é considerada que tem como base tanto na versão Sol, Lua e Talia de Giambattista Basile, extraído de Pentamerone, a primeira versão a ser publicada na data de 1634, como na versão do escritor francês Charles Perrault publicada em 1697, no livro Contos da Mãe Ganso sob o título de A Bela Adormecida no Bosque, que por sua vez também se inspirou no conto de Basile.

## Sinopse
Segundo o conto do Charles Perrault, a versão mais popular.
Na festa do primeiro aniversário da tão desejada filha dos soberanos de um reino encantado, foram convidadas sete fadas madrinhas, presenteando a criança com dádivas como a beleza, a inteligência, a riqueza, a bondade, etc. No entanto, uma bruxa malvada ou fada malvada que fora negligenciada porque o rei tinha apenas sete pratos de ouro, interrompeu o evento e lançou-lhe como vingança uma maldição, cujo resultado seria a morte pelo picar do dedo num fuso quando a princesa atingisse a idade adulta. Porém, ainda restava o presente da sétima fada, que havia chegado atrasada. Assim sendo, esta suavizou o feitiço, transformando a maldição mortal da fada má num sono profundo, até o dia em que seria despertada pelo primeiro beijo de amor.
O rei proibiu imediatamente qualquer tipo de fiação em todo o reino, mas tudo foi em vão. Quando a princesa completou 16 anos, descobriu uma sala escondida numa torre do castelo onde encontrou uma velha a fiar. Curiosa com o fuso pediu-lhe para ensiná-la a usar a roca de fiar, picando-se nesse mesmo instante com o fuso. Sentiu então o grande sono que lhe foi destinado e, ao adormecer, todas as criaturas presentes no castelo adormeceram juntamente, sob um novo feitiço da 7ª fada piedosa. Com o passar do tempo, cresceu uma floresta de urzes em torno do castelo, isolando-o do mundo exterior e causando dor e morte a quem tentasse entrar, devido aos seus inúmeros espinhos. Assim, muitos príncipes morreram ou desistiram ao tentar encontrar a princesa, chamada de Bela Adormecida, cuja beleza era tão falada nas redondezas.
Após cem anos decorridos, um destemido príncipe enfrentou a floresta de espinhos, mesmo sabendo do perigo mortal, e finalmente conseguiu entrar no castelo. Quando encontrou a torre onde a princesa dormia, viu que era tão grande a sua beleza que se apaixonou e, não resistindo à tentação, deu-lhe um beijo que a despertou para a vida e, seguindo-se ao dela, o despertar de todos os habitantes do reino que continuaram suas vidas e afazeres de onde haviam parado há cem anos. Na versão de Grimm a história termina aqui, enquanto que na de Perrault segue com a continuação:
O príncipe e a bela princesa casaram-se secretamente e tiveram dois filhos: Aurora e Dia. Quando a mãe do príncipe (de descendência de ogros) soube disso teve vontade de comê-los, e ordenou a um caçador que os matasse e os trouxesse; porém o caçador colocou animais no lugar onde deveria ter as crianças. A rainha, quando se apercebeu disso, enraivecida, mandou atirar os netos num poço cheio de serpentes, cobras e víboras durante a ausência do príncipe, seu filho, que tinha ido caçar codornizes. Mas o príncipe chegou antes do tempo previsto, e a rainha, que já não podia fazer o planejado, cheia de ódio e medo do filho, desequilibrou-se caindo dentro do poço, onde morreu. A partir daí, a princesa e o príncipe "viveram felizes para sempre"!

## Variantes

### Os nomes da princesa

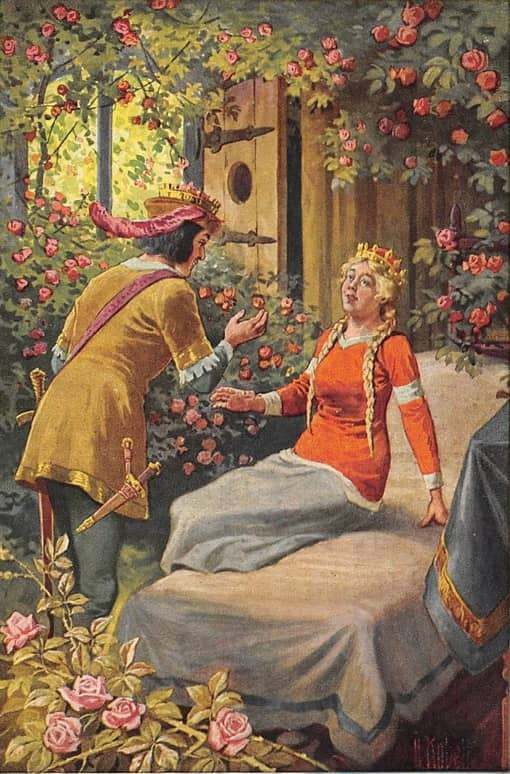
Otto Kubel (1868 – 1951)

Cada versão do conto tem um nome diferente desta personagem. Em Sol, Lua e Talia, ela tem o nome de Talia, cuja derivação provém da palavra grega Thaleia, que significa "o florescimento".
Perrault, por sua vez, não lhe deu nome. Esta é simplesmente chamada como "a princesa", enquanto Aurora é o nome da filha da princesa. Porém Tchaikovsky transferiu o nome da filha para a mãe, sendo então Aurora o nome da princesa no filme da Disney.
Por fim, os Irmãos Grimm referem-se à princesa como a Bela Adormecida. No idioma original é chamada, tal como no título, de Dornröschen, cuja tradução de dorn é espinho e de röschen é florzinha, diminutivo de flor. Algumas versões do conto traduzem o nome da princesa para Rosa do Espinheiro, Flor do Espinheiro ou Rosa de Urze, já que originalmente o reino no qual a princesa dorme é cercado por um extenso espinheiro, sendo a princesa então conhecida como "Rosa do Espinheiro" ou "Flor do Espinheiro".

### As diferentes versões
No conto de Basile, a princesa Talia cai num sono profundo quando fica com um pedaço de linho encravado debaixo da unha. O rei, que já está casado, quando a descobre no castelo abandonado fica de tal maneira apaixonado que a violenta enquanto ela dorme. Apenas nove meses após esta visita que Talia acorda, altura em que dá à luz os dois infantes, o Sol e a Lua. Quando a rainha, esposa do rei, toma conhecimento da existência de Talia e dos seus dois bastardos, ordena imediatamente as suas condenações, porém esta acaba por morrer no próprio fogo que preparava para a princesa, deixando todos os restantes felizes para sempre. Resumindo , a princesa é estuprada por um rei e dá a luz a dois gêmeos. É acordada por um de seus filhos. Desta forma, ela acaba se casando com o rei, por mais que ele tenha abusado da garota enquanto estava adormecida.
Em Perrault, a princesa acorda quando um príncipe a descobre e, apaixonados, casam-se e criam um amor que tem como frutos uma filha chamada Aurora e um filho com o nome Dia. No entanto, o amado sai numa caçada, deixando a princesa e os seus filhos ao cuidado da sua mãe ciumenta, que até então não sabia da existência do casamento do filho. Esta é descendente de Ogres e as suas tendências canibais provocariam a morte destes três, se não fosse a compaixão de um cozinheiro, que engana a sua majestade com carnes de animais. Por fim, quando o seu filho chega e descobre as tentativas de destruir a sua família, a rainha suicida-se ao saltar para um tanque repleto de sapos, serpentes e víboras que tinha preparado para a princesa.
As segundas partes destas duas versões são consideradas por alguns folcloristas como contos distintos que foram unidos inicialmente por Basile.
A versão dos Irmãos Grimm termina logo após o encontro do príncipe. Assim foi criada uma integridade superior à dos contos anteriores que a tornou, em consequência, mais popular.
Em Ever After High, Briar Beauty é a filha da Bela Adormecida.

### Filmes
A história também ficou muito conhecida através do filme produzido pela Disney em 1959, que conta uma história mais parecida com a versão dos Irmãos Grimm, apesar de possuir uma série de adaptações na história: Não são doze fadas que visitam o batizado da princesa, e sim três: Flora, Fauna e Primavera. No lugar de uma fada invejosa, retrata uma bruxa sombria chamada Malévola, que possui um castelo rodeado de trevas com seu próprio exército de monstros. Tanto as fadas quanto a bruxa permanecem presentes durante todo o filme. Além disso, o príncipe conhece a princesa assim que ela nasce, já que seus pais eram amigos dos pais dela e haviam decidido casamento entre seus filhos anteriormente. Outra mudança é que as três fadas querendo proteger a princesa recém-nascida, sequestram-na e levam-na para a floresta, onde criam-na disfarçadas de camponesas. A princesa sonha com o príncipe e só descobre que é filha do rei e da rainha ao completar dezesseis anos de idade, quando Malévola a atrai para um cômodo do castelo e a princesa fura o dedo no fuso de uma roca. Com a ajuda das fadas, o príncipe ainda derrota a própria Malévola transformada em dragão (que seria equivalente à mãe ogre das outras versões) e após beijar a princesa, o conto acaba com o casal dançando em vosso casamento e as três fadas indecisas sobre a cor do vestido da protagonista. Além disso, no filme a princesa é chamada de Aurora (assim como na versão de Tchaikovsky) e o príncipe de Filipe.
Em 2014 é lançado o filme Malévola, com inspiração no clássico de 1959 da Disney, narrado sob o ponto de vista da antagonista, a bruxa Malévola, encarnada por Angelina Jolie. Aqui conhecemos uma outra versão da história: Malévola costumava ser a mais poderosa protetora do Reino dos Moors, onde habitavam os seres fantásticos. Após sofrer por uma terrível traição do Rei Stefan, ela se vinga rogando uma maldição em sua filha, a Princesa Aurora. O que Malévola não contava é que desenvolveria um grande laço de afeto com Aurora, e consequentemente, arrepender-se-ia de sua própria maldição.

### Televisão
No seriado Once Upon a Time há uma fusão entre as versões de Grimm, de Perrault e da Disney. Aurora é filha da Bela Adormecida e, assim como sua mãe, também sofre uma maldição do sono, dormindo um sono profundo na Floresta Encantada. O príncipe Philip, o amor verdadeiro da princesa, ajudado pela guerreira Mulan, a encontra e a desperta com o beijo de amor verdadeiro.